# Église Saint-Cyrille du Boujon
L'église Saint-Cyrille du Boujon est une église située dans le village du Boujon, commune de Buironfosse, en France.

## Localisation
L'église est située au Boujon sur la commune de Buironfosse, dans le département de l'Aisne.